# Stanisław Komornicki
Stanisław Komornicki (pseudonym: Nałęcz; 26. července 1924 Varšava, Polsko – 10. dubna 2010 Pečersk, Rusko) byl polský brigádní generál, člen Zemské armády a účastník Varšavského povstání.

## Životopis
Narodil se ve Varšavě. Vystudoval gymnázium Józefa Poniatowského. V letech 1939 až 1940 studoval v podzemí. Byl harcerem. Od roku 1940 byl v polských odbojových silách (nejprve Związek Walki Zbrojnej, poté Zemská armáda). Účastnil se Varšavského povstání. Po válce studoval historii na Varšavské univerzitě a na Akademii generálního štábu. V pozdějších letech se stal obětí represe. Od roku 1993 byl kancléřem Vojenského řádu Virtuti Militari. Byl povýšen do hodnosti brigádního generála ve výslužbě. Žil ve Varšavě.
Zemřel při leteckém neštěstí u ruského Smolensku 10. dubna 2010.